# Bilfinger
Bilfinger (FWB: GBF) – działające w skali międzynarodowej przedsiębiorstwo budowlano-usługowe z siedzibą w Mannheim w Niemczech. Formą prawną przedsiębiorstwa jest spółka europejska. Spółka jest notowana na giełdzie frankfurckiej.

## Historia
Historia Bilfinger sięga roku 1880, kiedy August Bernatz zrealizował pierwsze zlecenie w, wówczas niemieckiej, Lotaryngii. Trzy lata później firmę przeniesiono do Mannheim, gdzie funkcjonowała pod nazwą Hydraulic Engineering August Bernatz do 1886 r., kiedy to nazwę zmieniono na Bernatz & Grün OHG. W 1890 r. założono firmy które w przyszłości połączyły się z firmą Bernatza tworząc Bilfinger – przedsiębiorstwo Juliusa Bergera w Zempelburgu oraz Berlinische Boden-Gesellschaft w Berlinie. W 1892 r. firma założona przez Augusta Bernatza zmieniła nazwę na Grün & Bilfinger, a 14 lat później, w 1906, stała się spółą akcyjną i weszła na giełdę w 1912 r. W międzyczasie, w 1905 firma Juliusa Bergera przekształciła się w spółkę akcyjną Julius Berger Tiefbau AG. W 1954 r. trzecia z firm, Berlinische Boden-Gesellschaft, zmieniła nazwę na Bau- und Boden-Aktiengesellschaft (w skrócie Bauboag).
W 1969 r. Julius Berger Tiefbau AG połączyła się z Bauboag tworząc spółkę Julius Berger – Bauboag AG. Rok później, Grün & Bilfinger nabyło większościowe udziały w spółce, a w 1975 r. przedsiębiorstwa połączyły się tworząc Bilfinger + Berger Bauaktiengesellschaft. W następnych latach spółka przejmowała firmy takie jak Fru Con, Baulderstone Hornibrook, Hydrobudowa, Razel, Wolfferts, Rheinhold & Mahla, HSG, Centennial, Arnholdt, EMS, Abigroup, Georg Fischer Immobilien Service, ThyssenKrupp DiPro, WPRD, Skilled Power Services, Airvac, PPRM, Simon Engineering, Babcock Borsig Service, Euromont Power Services, Serimo, Ahr Group, EHR, Salamis Group, Mobuco, ROB, Techscape, O‘Hare Engineering, Peters Engineering, iPower Solutions, HPP, Clough Engineering & Maintenance, M+W Zander Facility Management, Tepsco, Duro Dakovic, LTM, MCE, Rohrbau-Gruppe, Brabant Mobiel, Rotring Engineering, Diemme Filtration, Alpha Mess-Steuer-Regeltechnik, Rosink Apparate- und Anlagenbau. Z wyżej wymienionych Razel oraz Fru Con zostały ponownie sprzedane. W marcu 2011 r. firma sprzedała swój australijski oddział firmie Lend Lease.
W roku 2001 spółka zmieniła nazwę na Bilfinger Berger AG, a w 2010 stała się spółką europejską i zmieniła tym samym nazwę na Bilfinger SE.
W ostatnich latach Bilfinger zmienia profil swojej działalności w kierunku działalności usługowej. W 2010 r. działalność usługowa stanowiła 80% całkowitej wielkości produkcji, która wyniosła 8123 mln euro, a EBIT w dziale usług wyniósł 297 milionów euro.

## Najważniejsze realizacje
Do najważniejszych projektów w historii przedsiębiorstwa należą:
- Most Ludendorffa na Renie, łączący Remagen oraz Erpel zbudowany w 1919 r., a zniszczony w 1945;
- Busch Memorial Stadium w Saint Louis w Missouri ukończony w 1966, zburzony w 2005 r. i zastąpiony Busch Stadium;
- Stadion Olimpijski w Monachium ukończony w 1972;
- Sydney Opera House ukończony w 1973;
- Silver Tower we Frankfurcie nad Menem zbudowany w 1978;
- zapora wodna Oymapinar na rzece Managvat w Turcji stworzona w 1984;
- most Mỹ Thuận na rzece Mekong we Wietnamie ukończony w 2000;
- Most Stulecia w Panamie zbudowany w 2004;
- most Svinesund(inne języki) nad Iddefjord łączący Szwecję oraz Norwegię ukończony w 2005;
- most Golden Ears(inne języki) niedaleko Vancouver ukończony w 2009.

Obecnie firma pracuje nad remontem zamku Sonnenstein, który ma zostać ukończony w 2012 roku, buduje nową śluzę windową Niederfinow North, która ma zostać oddana do użytku w 2012 roku oraz buduje tunel Świętego Gotarda, będący najdłuższym do tej pory zbudowanym tunelem na świecie, którego zakończenie budowy planowane jest na rok 2015. Firma jest również częścią konsorcjum odpowiedzialnego za budowę i projekt obecnie zatrzymanego projektu Edinburgh Tramway, którego ukończenie jest aktualnie zaplanowane na rok 2014.

## Realizacje w Polsce
- Obwodnica Zambrowa – inwestycja kosztująca 325,6 mln tys. zł., planowana do ukończenia w lipcu 2012[2].
- Obwodnica Grójca – zakres prac obejmował przebudowę 8 km drogi. W ramach kontraktu wzmocniono istniejące jezdnie, zmodernizowano węzły, w których trasa S7 krzyżuje się z drogami wojewódzkimi i powiatowymi, wybudowano mosty i wiadukty w ciągach drogi nr 7 oraz dróg lokalnych. Poza tym powstały ekrany akustyczne, przejścia dla zwierząt, ogrodzenie drogi oraz tzw. zieleń akustyczna. Modernizacja rozpoczęła się w drugiej połowie listopada 2006 roku, a zakończyła się jesienią 2008 roku.
- Most Gryfitów w Szczecinie – jednojezdniowy, trójprzęsłowy most drogowy nad Regalicą w ciągu ul. Floriana Krygiera (DK31) o dwóch pasach ruchu i ciągu pieszo-rowerowym zbudowany w 2008 roku.
- Most Pomorzan w Szczecinie – jednojezdniowy, trójprzęsłowy most drogowy nad Odrą Zachodnią w ciągu ul. Floriana Krygiera (DK31) o dwóch pasach ruchu i ciągu pieszo-rowerowym zbudowany w 2008 roku.
- Odcinek Radzymin – Wyszków drogi ekspresowej S8 – zadanie obejmowało dobudowę drugiej jezdni, poszerzenie i wzmocnienie nawierzchni jezdni istniejącej oraz budowę i przebudowę ok. 55 km dróg lokalnych.
- Most Południowy w Kędzierzynie-Koźlu – most drogowy o długości prawie 400 m przez rzekę Odrę w ciągu południowej obwodnicy miasta (DK40) ukończony w sierpniu 2010.
- biurowiec Zebra Tower w Warszawie – 60-metrowy budynek w Śródmieściu, przy stacji metra Politechnika, oferujący 18 280 m² powierzchni biurowej ukończony w 2010 roku.
- Południowa Obwodnica Warszawy – realizacja odcinka od węzła Konotopa (bez węzła) do węzła Lotnisko. Zakończenie wszystkich prac planowane jest na sierpień 2012 r., natomiast w maju mają zostać ukończone prace pozwalające na otwarcie ruchu. Wartość inwestycji wynosi 908 mln zł.
- Południowa obwodnica Gdańska – droga ekspresowa mająca połączyć DK7 z już istniejącą Obwodnicą Trójmiasta i autostradą A1 prowadząca do węzła drogowego w Koszwałach. Ma za zadanie odciążyć centrum Gdańska z ruchu tranzytowego. Trasa łączy się również przez Trasę Sucharskiego z portem morskim w Gdańsku. Droga została otwarta dla kierowców 9 czerwca 2012 roku na całej długości. Wartość kontraktu to ok. 1,1 mld zł.